# Ikbal Hanimefendi

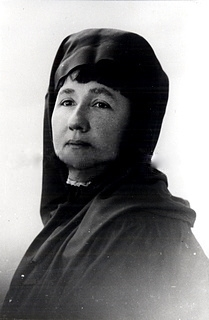
Ikbal Hanimefendi âgée.

Ikbal Hanimefendi ou Ikbal Hanem (en arabe : اقبال هانم افندی; turc : İkbal Hanımefendi), née le 22 octobre 1876 et morte le 10 février 1941, est à l'origine une esclave circassienne déportée en Égypte, devenue la première épouse de Abbas Hilmi II Pacha, le dernier khédive d'Égypte et du Soudan.

## Biographie
Ikbal Hanimefendi est née le 22 octobre 1876 sur la péninsule de Crimée, au sein de l'Empire russe. Elle est d'origine circassienne. Son nom est inconnu. Elle devient une esclave personnelle d'Emina Ilhamy, épouse du khédive Tawfiq, après avoir été envoyée au père du khédive comme cadeau. C'est chez sa mère que le jeune Abbas II la rencontre. 
La jeune femme de 19 ans est courtisée par le prince, qui l'épouse finalement, le 19 février 1895, après la naissance de sa première fille le 12 février. Il l'élève ensuite au rang de khédive consort. Quatre filles et deux fils naissent de leur union, dont Mohammed Abdel Moneim (en), héritier présomptif, le 20 février 1899.
Le pays s'affirme comme un État en tant que tel mais se positionne entre l'empire ottoman auquel il est encore théoriquement rattaché, et l'influence occidentale, française mais surtout britannique, pays créanciers. L'inauguration du canal de Suez en 1869, l'a rendu stratégique pour les Britanniques. Ikbal Hanimefend s'intéresse aux pratiques et à la mode européenne dans l'habillement, fait appel à des domestiques européennes, et, pour ses filles, à des gouvernantes européennes. Elle étudie avec ses enfants, manifestant un esprit ouvert et curieux. Elle est considérée comme l'une des plus belles femmes de l'Égypte, avec la réputation d'être une femme dévouée, gagnant à sa faveur son entourage au sein du palais. Cependant, comme le veut l'usage à cette époque, son rôle public et officiel est limité.
Bien que le mariage semble être à l'origine un mariage d'amour, le khédive Abbas II divorce dans les années 1900, et entre dans une romance passionnée avec une aristocrate hongroise de Philadelphie, Marianna Török. Ils se marient le 1er mars 1910,.
Elle ne se remarie pas et décède le 10 février 1941 à Jérusalem, pendant le mandat britannique en Palestine.

## Descendance
Elle a six enfants avec Abbas Ikbal :
- La princesse Emina (Palais Montaza Palais, Alexandrie, 12 février 1895 – 1954), célibataire et sans enfant.
- La princesse Atiyaullah (Le Caire, 9 juin 1896 – 1971), mariée, deux fils.
- La princesse Fathiya (27 novembre 1897 – 30 novembre 1923), mariée sans enfant.
- Le prince Mohammed Abdel Moneim, prince héritier et régent de l'Égypte et du Soudan, (20 février 1899 – 1er décembre 1979), marié, deux enfants.
- La princesse Lutfiya Shavkat (Le Caire, 29 septembre 1900 – ?), mariée, avec descendance.
- Le prince Muhammad Abdul Kadir (4 février 1902 – Montreux, 21 avril 1919)